# Hunting (Moselle)
Hunting település Franciaországban, Moselle megyében. Lakosainak száma 689 fő (2022. január 1.). Hunting Kerling-lès-Sierck, Malling és Rettel községekkel határos.

## Népesség
A település népességének változása:
| Lakosok száma | 278  | 474  | 580  | 579  | 723  | 742  | 721  | 707  | 707  | 689  |
|               | 1968 | 1982 | 1990 | 2006 | 2013 | 2015 | 2017 | 2019 | 2020 | 2022 |